# Fondation Courage
La Fondation Courage (Courage Foundation) est une organisation internationale basée en Allemagne, au Royaume-Uni et aux États-Unis qui soutient les lanceurs d'alerte et les journalistes en collectant des fonds pour leur défense juridique.
Fondée le 9 août 2013 sous le nom de Journalistic Source Protection Defence Fund par Gavin MacFadyen, Barbora Bukovska et Julian Assange, elle change de nom en juin 2014.
Sarah Harrison, rédactrice en chef de la section WikiLeaks, a été directrice par intérim de 2014 jusqu'en avril 2017, lorsque WikiLeaks est devenu un bénéficiaire de Courage et que Naomi Colvin a commencé à occuper le poste de directrice. Colvin a occupé le poste de directrice jusqu'en 2018. Parmi les administrateurs figurent le dénonciateur des Pentagon Papers, Daniel Ellsberg, l'ancien cadre de la NSA Thomas Drake, l'ancien agent du renseignement britannique MI5 et dénonciateur Annie Machon, le vice-président de la Fondation Wau Holland Andy Müller-Maguhn, l'avocate guatémaltèque des droits de l'homme Renata Ávila, et certains membres des Pussy Riot.
La Fondation Courage soutient Julian Assange et WikiLeaks. Elle a soutenu Edward Snowden (dénonciateur de la NSA), Jeremy Hammond (hacktiviste de Stratfor), Matt DeHart, Lauri Love et Chelsea Manning.
Les administrateurs de la fondation sont Susan Benn et John Pilger, Renata Ávila a été administratrice avant de prendre sa retraite en avril 2018 et Vivienne Westwood a été administratrice avant son décès.
En octobre 2019, un ancien employé de l'Organisation pour l'interdiction des armes chimiques (OIAC), identifié plus tard comme Brendan Whelan, a présenté son désaccord avec les conclusions de l'OIAC concernant l'enquête sur l'attaque chimique de Douma. Parmi les membres de la Courage Foundation qui y ont assisté, on compte Kristinn Hrafnsson, Jose Bustani, Helmut Lohre et Gunter Meyer. La Courage Foundation a publié la déclaration de préoccupation en même temps que le « Berlin Group 21 », qui aurait été créé pour servir de couverture au Groupe de travail sur la Syrie, la propagande et les médias[15][16]. Whelan a ensuite divulgué des documents de l'OIAC à WikiLeaks.
En novembre 2022, le site web de la Fondation Courage est mis hors ligne.